# The Boys (banda británica)
The Boys (Los chicos en castellano) es una banda británica de punk rock formada en 1976 en Londres, Inglaterra. Algunos de sus miembros habían tocado previamente en grupos conocidos, como London SS y Hollywood Brats. Tras grabar cuatro álbumes de estudio y ocho sencillos, así como un disco especial navideño bajo el pseudónimo de The Yobs, se separaron en 1982. 
El grupo regresó a los escenarios en 1999. Con el paso del tiempo, el estilo del grupo se ha alejado del punk rock, acercándose al pop punk.

## Miembros
- Matt Dangerfield: guitarra eléctrica y voz.
- Duncan Kid Reid: bajo eléctrico y voz.
- Casino Steel: órgano, piano y voz.
- Honest John Plain: guitarra eléctrica y voz.
- Jack Black + (1976-1982): batería.
- Vom Ritchie (1999-): batería.

## Discografía

### Álbumes
Álbumes de estudio
- 1977: The Boys
- 1978: Alternative Chartbusters
- 1979: To Hell with the Boys
- 1981: Boys Only
- 2014: Punk Rock Menopause

Álbumes en vivo
- Live at Roxy - (1990)
- Powercut - Unplugged - (1996)
- Live in Concert (1980 & 1977) (with The Vibrators) - (1993)
- Undercover- Live in China - (2015)

### Sencillos
- "I Don't Care" / "Soda Pressing" - (1977)
- "First Time" / "Watcha Gonna Do" / "Turning Grey" - (1977)
- "Brickfield Nights" / "Teacher's Pet" - (1978)
- "Kamikaze" / "Bad Days" - (1979)
- "Terminal Love" / "I Love Me" - (1980)
- "You Better Move On" / "Schoolgirls" - (1980)
- "Weekend" / "Cool" - (1980)
- "Let It Rain" / "Lucy" - (1980)
- "Svengerland" / "Only A Game" - (2002)
- "Jimmy Brown" / "Walk My Dog" - (2008)

### Bajo el pseudónimo de The Yobs
Álbumes
- 1979: The Yobs Christmas Album
- 1991: X Mas2
- 1995: Leads 3 Amps Utd 0
- 2001: The Worst of The Yobs

Sencillos
- "Run Rudolph Run" / "The Worm Song" - (1977)
- "Silent Night" / "Stille Nacht"- (1978)
- "Rub-A-Dum-Dum" / "Another Christmas" - (1981)